# Julián Fernández (futbolista)
Julián Fernández (n. El Arañado, Provincia de Córdoba, Argentina; 18 de julio de 1989) es un futbolista argentino. Juega de defensa y su equipo actual es Liga Deportiva Universitaria de Loja que disputa la Serie B de Ecuador.

## Trayectoria

### Atlético de Rafaela y Argentinos Juniors
Estuvo dos temporadas en Atlético Rafaela, luego se fue a préstamo a Argentinos Juniors. Para la siguiente temporada, Atlético Rafaela lo cede nuevamente a Argentinos Juniors.[cita requerida]

### Deportes La Serena, Atlético de Rafaela, Talleres de Córdoba y Chacarita Juniors
En 2013 lo ceden al club chileno La Serena y nuevamente retorna a Atlético Rafaela. Posteriormente lo dejan ir libremente, fichando este por Talleres de Córdoba. En 2015 es fichado por Chacarita Juniors.[cita requerida]

### Real España, Sportivo Belgrano y Gimnasia de Mendoza
El 26 de junio de 2015, es anunciado como la nueva contratación del Real España de Honduras. En la temporada 2017-18 defendió los colores de Sportivo Belgrano de San Francisco. En la temporada siguiente arregló con Gimnasia de Mendoza para disputar la Primera B Nacional 2018-19.

## Selección nacional
Julián viajó a Venezuela para disputar el Campeonato Sudamericano de Fútbol Sub-20 de 2009. Lamentablemente, Argentina, con Sergio «Checho» Batista como director técnico, no logró la clasificación para la Copa Mundial de Fútbol Sub-20 de 2009. Al inicio, Julián era titular indiscutible en la plantilla de Argentina. Sin embargo, debido al excelente desenvolvimiento de Federico Fernández, este pasó a la titularidad de la Sub-20.[cita requerida]

## Clubes
| Club                   | País      | Año           |
| ---------------------- | --------- | ------------- |
| Atlético de Rafaela    | Argentina | 2006-2009     |
| Argentinos Juniors     | Argentina | 2009-2010     |
| Atlético de Rafaela    | Argentina | 2011          |
| Deportes La Serena     | Chile     | 2012          |
| Atlético de Rafaela    | Argentina | 2013          |
| Talleres (C)           | Argentina | 2014          |
| Chacarita Juniors      | Argentina | 2015          |
| Real España            | Argentina | 2015          |
| San Telmo              | Argentina | 2016          |
| Chaco For Ever         | Argentina | 2016-2017     |
| Sportivo Belgrano (SF) | Argentina | 2017-2018     |
| Gimnasia y Esgrima (M) | Argentina | 2018          |
| Liga de Loja           | Ecuador   | 2019-presente |

## Palmarés

### Campeonatos nacionales
| Título           | Club               | País      | Año    |
| ---------------- | ------------------ | --------- | ------ |
| Primera División | Argentinos Juniors | Argentina | 2010-C |